# 侯爵
侯爵（こうしゃく）は、近代日本や中国で用いられた爵位（五爵）の第2位。公爵の下位、伯爵の上位に相当する。ヨーロッパ諸国の貴族の称号の日本語訳に使われる。英語でmarquessまたはmarquisと呼ばれるヨーロッパ各国の爵位や、ドイツの爵位のFürstの訳語に充てられる。公爵と発音が同じことから、俗に字体が似ている「候」から「そうろう-こうしゃく」と呼ばれ、区別される。

## 日本の侯爵

### 華族の侯爵家
1869年（明治2年）6月17日の行政官達543号において公家と武家の最上層の大名家を「皇室の藩屏」として統合した華族身分が誕生した。当初は華族内において序列を付けるような制度は存在しなかったが、当初より等級付けを求める意見があった。様々な華族等級案が提起されたが、最終的には法制局大書記官の尾崎三良と同少書記官の桜井能監が1878年（明治11年）に提案した上記の古代中国の官制に由来する公侯伯子男からなる五爵制が採用された。
1884年（明治17年）5月頃に賞勲局総裁柳原前光らによって各家の叙爵基準となる叙爵内規が定められ、従来の華族（旧華族）に加えて勲功者や臣籍降下した皇族も叙爵対象に加わり、同年7月7日に発せられた華族令により、五爵制に基づく華族制度の運用が開始された。
侯爵は公爵に次ぐ第二位であり、叙爵内規では侯爵の叙爵基準について「旧清華家 徳川旧三家 旧大藩知事即チ現米拾五万石以上 旧琉球藩王 国家二勲功アル者」と定めていた。侯爵家の数は1884年時点では24家（華族家の総数509家）、1895年には34家（同643家）、1916年時に38家（同933家）、1928年時には40家（954家）、1947年時には38家（889家）だった。
1889年（明治22年）の貴族院令（勅令第11号）により貴族院議員の種別として華族議員が設けられ（ほかに皇族議員と勅任議員がある）、公侯爵は満25歳（大正14年以降は満30歳）に達すれば自動的に終身で貴族院議員に列することとなった。これに対して伯爵以下は同爵者の間の連記・記名投票選挙によって当選した者のみが任期7年の貴族院議員となった。また公侯爵議員が無給だったのに対し、伯爵以下の議員は有給であるという違いがあった。そうした違いから公侯爵議員は伯爵以下の議員たちほど貴族院活動に熱心ではない傾向があり、本会議出席率さえ十分ではなかった。特に現役軍人である公侯爵議員は皇族議員と同様に軍人の政治不関与の原則から貴族院に出席しないのが慣例になっていた。しかし公侯爵全員が不熱心だったわけではなく、黒田長成侯爵、佐佐木行忠侯爵、細川護立侯爵など代表的な貴族院政治家として活躍した侯爵もいる。また歴代貴族院議長は伊藤博文伯爵と松平頼寿伯爵を除き全員が公侯爵であり、貴族院副議長も公侯爵が多かった。議院内の役職に家格意識が反映されるのは近世以前の序列意識に基づく「座りの良さ」のあらわれであり、これが議事運営に影響を与えるというのが貴族院の特徴の一つであった。貴族院内には爵位ごとに会派が形成されていたが、公侯爵は長年各派に分散していた。しかし1927年（昭和2年）には近衛文麿公爵の主導で「火曜会」という公侯爵議員による院内会派が形成された。これは互選がないゆえに「一番自由な立場」である世襲議員の公侯爵議員は「貴族院の自制」が必要だと考える者が多く、そのため公侯爵が結束してその影響力を大きくすることで子爵を中心とする院内最大会派の研究会を抑え込み、貴族院を「事実上の権限縮小」「貴族院は衆議院多数の支持する政府を援けて円満にその政策を遂行させてゆく」存在にすることができるという考えに立脚したものだった。近衛文麿公爵のほか、徳川家達公爵、木戸幸一侯爵、細川護立侯爵、広幡忠隆侯爵などが賛同して協力していた。
1947年（昭和22年）5月3日に施行された日本国憲法第14条（法の下の平等）において「華族その他の貴族の制度は、これを認めない。」と定められたことにより侯爵位を含めた華族制度は廃止された。

#### 叙爵内規
叙爵内規により侯爵の叙爵基準は「旧清華家 徳川旧三家 旧大藩知事即チ現米拾五万石以上 旧琉球藩王 国家二勲功アル者」と定められていた。具体的には以下の家が叙された。
1. 皇族 - 当初、臣籍降下した皇族には伯爵が与えられ、後に降下の制度そのものが一時消失した。皇室典範増補以降、臣籍降下の際に原則として侯爵が授爵された。しかしこの事例は僅か3家に留まった。後に「皇族ノ降下ニ関スル施行準則」を制定することによって臣籍降下を促すようになってからは、降下前に属していた宮家からまだ侯爵家が設立されていない場合（原則として最初の降下）であれば侯爵、それ以外は伯爵が授爵された。終戦までに華族となった旧皇族16家のうち7家が侯爵を授けられている。
2. 旧公家 - 旧清華家。旧清華家は9家存在したが、そのうち三条家は公爵となり、西園寺家と徳大寺家も後に陞爵した。なので残りの大炊御門家、花山院家、菊亭家、久我家、醍醐家、広幡家の6家が侯爵家だった。また中山家（明治天皇の外戚）は清華家には含まれないが、その功績が加味されて侯爵を与えられた。後に維新時の功績を認められた嵯峨家（正親町三条家）、中御門家および多年の軍功を認められた四条家が伯爵から陞爵し、最終的には旧公家からの侯爵家は合計10家だった。なお叙爵内規の前の案（「叙爵基準」）では大臣家も侯爵に含めていたが、大臣家は官職昇進状況が明らかに清華家のそれより平堂上のそれに近いため（平堂上も大臣を出せないわけではなかった）、最終案からは大臣家は除かれたものと考えられる[18]。しかし大臣家の嵯峨実愛は大臣家を平堂上と同じ伯爵にするとは何事と強く反発し、侯爵位を要求した[19]。これによって大臣家の扱いが変更されることはなかったのだが、嵯峨家については伯爵になってから3年半という比較的短期間で実愛の功績によって侯爵陞爵となった[20]。
3. 旧大名家 - 旧御三家及び旧大藩知事（現米15万石以上）。15万石以上の基準は表高や内高といった米穀の生産量ではなく、税収を差す現米（現高）である点に注意を要する[21]。明治2年（1869年）2月15日に行政官が「今般、領地歳入の分御取調に付、元治元甲子より明治元戊辰迄五ヶ年平均致し（略）四月限り弁事へ差し出すべき旨、仰せいだされ候事」という沙汰を出しており、これにより各藩は元治元年（1864年）から明治元年（1868年）の5年間の平均租税収入を政府に申告した。その申告に基づき明治3年（1870年）に太政官は現米15万石以上を大藩・5万石以上を中藩・それ未満を小藩に分類した。それのことを指している。もちろんこの時点でこの分類が各大名家の爵位基準に使われることが想定されていたわけではなく、政府費用の各藩の負担の分担基準として各藩に申告させたものであり、それが1884年（明治17年）の叙爵内規の爵位基準にも流用されたものである[22]。この基準を満たしている旧大名家は15家あったが、そのうち旧薩摩藩島津家（現米31万4002石）、旧長州藩毛利家（現米23万2760石）、旧静岡藩徳川宗家（現米21万210石）の3家は当初より公爵に列したので、それ以外の旧尾張藩徳川家（現米26万9070石）、旧紀州藩徳川家（現米27万4590石）、旧広島藩浅野家（現米25万8370石）、旧岡山藩池田家（現米17万9585石）、旧鳥取藩池田家（現米18万6437石）、旧福岡藩黒田家（現米23万4250石）、旧秋田藩佐竹家（現米17万9400石）、旧佐賀藩鍋島家（現米21万3727石）、旧徳島藩蜂須賀家（現米19万3173石）、旧熊本藩細川家（現米32万9680石）、旧加賀藩前田家（現米63万6880石）、旧土佐藩山内家（現米19万3010石）の12家が該当する。旧水戸藩徳川家（現米5万7730石）はこの基準を満たしていないが、「徳川旧御三家」という内規の定めがあるため該当する（この内規の定めは事実上水戸徳川家を侯爵にするためだけに存在したといえる）[23]。後に水戸徳川家は公爵に陞爵し、旧越前福井藩松平家（現米11万1010石）と旧伊予宇和島藩伊達家（現米5万2420石）が維新時の功績を認められて伯爵から陞爵したため、最終的には旧大名家の侯爵家は合計14家だった。
4. 旧琉球藩王家 - 尚家。叙爵内規の前の案（「叙爵基準」）では公爵だったが、叙爵内規では侯爵となった[24]。
5. 国家に勲功ある者 - 1884年（明治17年）の華族制度発足の時点では、新華族は大久保利通と木戸孝允の子孫が叙せられたのみであったが（西郷隆盛の子孫は西南戦争のために発足時には除外されたが、西郷赦免後の1902年（明治35年）に隆盛の子孫に爵位が与えられた際には大久保・木戸の子孫と同じく直ちに侯爵に叙せられる待遇を受けている）、後に13家が侯爵となり、そのうち5家はさらに公爵にのぼった。最終的には計10家が侯爵とされた。

| 家名                      | 受爵者 襲爵者                       | 旧家格 出自                                     | 叙爵年 所在など |
| ------------------------- | ----------------------------------- | ----------------------------------------------- | --- |
| 大炊御門家                | 大炊御門幾麿 大炊御門経輝           | 清華家 藤原北家師実流                           | 1884年7月7日、叙爵。 東京市赤坂区氷川町（現：東京都港区赤坂） |
| 花山院家                  | 花山院忠遠 花山院親家 花山院親忠    | 清華家 藤原北家師実流                           | 1884年7月7日、叙爵。 東京市渋谷区千駄ヶ谷 |
| 菊亭家                    | 菊亭脩季 菊亭公長 菊亭実賢          | 清華家 藤原北家閑院流西園寺家支流               | 1884年7月7日、叙爵。 1945年9月15日 爵位返上。 |
| 久我家                    | 久我通久 久我常通 久我通顕          | 清華家 村上源氏                                 | 1884年7月7日、叙爵。 東京市牛込区新小川町 |
| 醍醐家                    | 醍醐忠順 醍醐忠重                   | 清華家 藤原北家一条家支流。                     | 1884年7月7日、叙爵。 東京市赤坂区福吉町（現：東京都港区赤坂） |
| 中山家                    | 中山忠能 中山孝麿 中山輔親          | 羽林家 藤原北家花山院家支流                     | 1884年7月7日、叙爵。 東京市麹町区有楽町（現：東京都千代田区有楽町）                                                                                                |
| 広幡家                    | 広幡忠礼 広幡忠朝 広幡忠隆          | 清華家 正親町源氏                               | 1884年7月7日、叙爵。 東京市四谷区四谷仲町（現：東京都新宿区四谷）                                                                                                  |
| 浅野家                    | 浅野長勲 浅野長之 浅野長武          | 広島藩主 清和源氏と称するが明確でない。         | 1884年7月7日、叙爵。 東京市本郷区向ヶ岡弥生町（東京都文京区弥生）                                                                                                  |
| 池田家 （旧岡山藩主家）   | 池田章政 池田詮政 池田禎政 池田宣政 | 岡山藩主 清和源氏と称するが明確でない。         | 1884年7月7日、叙爵。 東京市麻布区市麻布兵衛町（現：東京都港区六本木）                                                                                              |
| 池田家 （旧鳥取藩主家）   | 池田輝知 池田仲博                   | 鳥取藩主 清和源氏と称するが明確でない。         | 1884年7月7日、叙爵。 東京市品川区大崎町（現：東京都品川区大崎） |
| 黒田家                    | 黒田長成 黒田長礼                   | 福岡藩主 宇多源氏と称するが明確でない。         | 1884年7月7日、叙爵。 東京市赤坂区赤坂福吉町（現：東京都港区赤坂）                                                                                                  |
| 佐竹家                    | 佐竹義堯 佐竹義生 佐竹義春 佐竹義栄 | 久保田藩主 清和源氏                             | 1884年7月7日、叙爵。 東京市麹町区富士見町（現：東京都千代田区富士見）                                                                                              |
| 尾張徳川家                | 徳川義礼 徳川義親                   | 名古屋藩主 清和源氏と称するが明確でない。       | 1884年7月7日、叙爵。 東京本所区横綱町（現：東京都墨田区領国） |
| 紀州徳川家                | 徳川茂承 徳川頼倫 徳川頼貞          | 紀州藩主 清和源氏と称するが明確でない。         | 1884年7月7日、叙爵。 東京市麻布区飯倉（現：東京都港区東麻布） |
| 鍋島家                    | 鍋島直大 鍋島直映 鍋島直泰          | 佐賀藩主 宇多源氏と称するが明確でない。         | 1884年7月7日、叙爵。 東京市麹町区永田町（現：東京都千代田区永田町）                                                                                                |
| 蜂須賀家                  | 蜂須賀茂韶 蜂須賀正韶 蜂須賀正氏    | 徳島藩主 清和源氏と称するが明確でない。         | 1884年7月7日、叙爵。 1945年7月28日爵位返上。 東京市芝区三田町（現：東京都港区三田）                                                                                |
| 細川家                    | 細川護久 細川護成 細川護立          | 熊本藩主 清和源氏                               | 1884年7月7日、叙爵。 東京市小石川区高田老松町（現：東京都文京区目白台）                                                                                            |
| 前田家                    | 前田利嗣 前田利為 前田利建          | 金沢藩主 菅原氏と称するが明確でない。           | 東京市本郷区本郷元富士町（東京都文京区本郷） |
| 山内家                    | 山内豊範 山内豊景                   | 高知藩主 藤原北家秀郷流と称するが明確でない。   | 1884年7月7日、叙爵。 東京市麹町区麹町（現：東京都千代田区麹町） |
| 大久保家                  | 大久保利和 大久保利武 大久保利謙    | 鹿児島藩出身 藤原氏と称するが明確でない。       | 1884年7月7日、叙爵。 東京市芝区芝二本榎西町（現：東京都港区高輪）                                                                                                  |
| 木戸家                    | 木戸正二郎 木戸孝正 木戸幸一        | 萩藩出身 大江氏                                 | 1884年7月7日、叙爵。 東京市赤坂区赤坂新町（現：東京都港区赤坂） |
| 尚家                      | 尚泰 尚典 尚昌 尚裕                 | 琉球藩王 清和源氏と称するが明確でない。         | 1885年5月2日、叙爵。 東京市麹町区富士見町（現：東京都千代田区富士見）                                                                                              |
| 嵯峨家 （正親町三条家）   | 嵯峨公勝 嵯峨実勝                   | 大臣家 藤原北家閑院流三条家支流                 | 1888年1月17日、伯から陞爵（実愛の維新の功績による） 東京市下谷区下谷二長町（現：東京都台東区台東）                                                                 |
| 中御門家                  | 中御門経明 中御門経恭               | 名家 藤原北家勧修寺流                           | 1888年1月17日、伯から陞爵（経之の維新の功績による） 1898年12月14日 家督相続人不在により断絶。 1899年10月20日 経恭に再授。 東京市赤坂区赤坂裏町（東京都港区元赤坂） |
| 松平家 （旧福井藩主家）   | 松平茂昭 松平康荘 松平康昌          | 福井藩主 清和源氏と称するが明確でない。         | 1888年1月17日、伯から陞爵（慶永の維新の功績による） |
| 四条家                    | 四条隆謌 四条隆愛 四条隆徳          | 羽林家 藤原北家魚名流                           | 1891年4月23日、伯から陞爵 東京市麹町区富士見町（現：東京都千代田区富士見）                                                                                         |
| 伊達家 （旧宇和島藩主家） | 伊達宗徳 伊達宗陳 伊達宗彰          | 宇和島藩主 藤原北家山蔭流と称するが明確でない。 | 1891年4月23日、伯から陞爵（宗城の維新の功績による） 東京市本所区小泉町（現：東京都墨田区両国）                                                                     |
| 西郷家 （西郷従道系）     | 西郷従道 西郷従徳                   | 鹿児島藩出身 平氏と称するが明確でない。         | 1895年8月5日、伯から陞爵 1946年2月6日 爵位返上 東京市目黒区上目黒（現：東京都目黒区上目黒）                                                                        |
| 西郷家 （西郷隆盛系）     | 西郷寅太郎 西郷隆輝 西郷吉之助      | 鹿児島藩出身 平氏と称するが明確でない。         | 1902年6月3日、叙爵。 東京市牛込区市ヶ谷加賀町（現：東京都新宿区市ヶ谷加賀町）                                                                                      |
| 井上家                    | 井上馨 井上勝之助 井上三郎          | 萩藩出身 清和源氏（信濃源氏）                   | 1907年9月21日、伯から陞爵 |
| 野津家                    | 野津道貫 野津鎮之助 野津高光        | 鹿児島藩出身 藤原氏と称するが明確でない。       | 1907年9月21日、伯から陞爵 |
| 佐佐木家                  | 佐佐木高行 佐佐木行忠               | 高知藩出身 宇多源氏佐々木氏（六角氏）           | 1909年4月29日、叙爵。 |
| 小松家                    | 小松輝久                            | 賜姓皇族 北白川宮能久親王子孫                   | 1910年7月10日、叙爵。 小松宮家祭祀を承継。 |
| 小村家                    | 小村寿太郎 小村欣一 小村捷治        | 飫肥藩出身 平氏と称するが明確ではない。         | 1911年4月21日、伯から陞爵。 |
| 大隈家                    | 大隈重信 大隈信常 大隈信幸          | 佐賀藩出身 菅原氏と称するが明確でない。         | 1916年7月14日、伯から陞爵。 |
| 山階侯爵家                | 山階芳麿                            | 賜姓皇族 山階宮菊麿王子孫                       | 1920年7月24日、叙爵。 |
| 久邇侯爵家                | 久邇邦久 久邇実栄                   | 賜姓皇族 久邇宮邦彦王子孫                       | 1923年10月25日、叙爵。 |
| 華頂家                    | 華頂博信                            | 賜姓皇族 伏見宮博恭王子孫                       | 1926年12月7日、叙爵 華頂宮家祭祀を継承。 |
| 筑波家                    | 筑波藤麿                            | 賜姓皇族 山階宮菊麿王子孫                       | 1928年7月20日、叙爵 |
| 東郷家                    | 東郷平八郎 東郷彪                   | 鹿児島藩出身 桓武平氏                           | 1934年5月29日、伯から陞爵。 |
| 音羽家                    | 音羽正彦                            | 賜姓皇族 朝香宮鳩彦王子孫。                     | 1936年4月1日、叙爵。 1944年2月6日 家督相続人不在により断絶。 |
| 粟田家                    | 粟田彰常                            | 賜姓皇族 東久邇宮稔彦王子孫。                   | 1940年10月25日、叙爵。 |

家名については後年1947年（昭和22年）の皇籍離脱によって本家筋の家の家名が同名となってしまった家についてのみ、混同を避けるため「○○侯爵家」と表記した。

### 朝鮮貴族の侯爵家
日韓併合後の1910年（明治43年）の朝鮮貴族令（皇室令第14号）により華族に準じた朝鮮貴族の制度が設けられた。朝鮮貴族にも公侯伯子男の五爵が存在した。ただし朝鮮貴族の公爵に叙された者は現れなかったので、朝鮮貴族の実質的な最上位爵位は侯爵位だった。朝鮮貴族の爵位は華族における同爵位と対等の立場にあるが、貴族院議員になる特権がない点が華族と異なった。
朝鮮貴族の爵位は家柄に対してではなく日韓併合における勲功などに対して与えられたものだったが、そうした勲功を上げることができるのは大臣級の政治家や軍人だった者だけであるため、朝鮮王朝の最上位貴族階級だった両班出身者で占められた。
朝鮮貴族の爵位に叙された者は全部で76名であり、うち侯爵に叙されたのは次の6名である。興宣大院君の甥で宮内府内大臣や陸軍副将、漢城銀行長などを歴任した李載完、駐日大使や韓国赤十字社総裁などを歴任した李載覚、中枢院議官だった李海昌、李王家の連枝で侍講院侍従官を務めた最年少の李海昇、純宗妃の父で侍講院侍従官、英親王府総弁、陸軍副将を歴任した尹沢栄、そして朴泳孝である。日本でもっとも著名なのは朴泳孝である。彼は血筋がよく妻が25代国王哲宗の娘であることで政治の中枢に入り、金玉均とともに「開化派」として日本に倣った朝鮮近代化を推進し、金弘集内閣や李完用内閣など親日政権の内部大臣や宮内大臣を務めた。併合後も朝鮮貴族会会長、朝鮮総督府中枢院副議長、貴族院勅選議員などを歴任したため日本で著名になった。また日韓併合時の韓国首相である李完用は伯爵から侯爵に陞爵した。

## 欧州の爵位との対応
- 侯爵と訳されることがある欧州の爵位には、以下の2つがある。
  - ドイツ：Fürst（フュルスト）
  - その他の地域：marquess/marquis（辺境伯に由来。）

## イギリスの侯爵

イギリスの侯爵の紋章上の冠

イングランドに確固たる貴族制度を最初に築いた王は征服王ウィリアム1世（在位：1066年 - 1087年）である。彼はもともとフランスのノルマンディー公であったが、エドワード懺悔王（在位：1042年 - 1066年）の崩御後、イングランド王位継承権を主張して1066年にイングランドを征服し、イングランド王位に就いた（ノルマン・コンクエスト）。重用した臣下もフランスから連れて来たノルマン人だったため、大陸にあった貴族の爵位制度がイングランドにも持ち込まれることになった。
侯爵（marquess）は、男爵（baron）、伯爵（earl）、公爵（duke）についで創設された爵位である。1385年に第9代オックスフォード伯爵ロバート・ド・ヴィアーがダブリン侯爵（Marquess of Dublin）に叙されたのがその最初の事例である。
侯爵から男爵までの貴族への敬称は家名(姓)ではなく爵位名にLordをつけて「○○卿（Lord ○○）」とする（公爵は「Duke of ○○」）。例えばウィンチェスター侯の「ウィンチェスター」は姓ではなく爵位名で、家名は「ポーレット」である。したがって「ウィンチェスター卿」とは呼ぶが、「ポーレット卿」とはならない。また日本の華族は一つしか爵位を持たないが、欧州貴族は複数の爵位を所持することが多く、中でも公爵・侯爵・伯爵の嫡男は父の持つ従属爵位のうち二番目の爵位を儀礼称号として称する。侯爵の息子は全員がLord(卿、ロード)を、娘はLady(レディ)が敬称として付けられる。
英国貴族の爵位は終身であり、原則として生前に爵位を譲ることはできない。爵位保有者が死亡した時にその爵位に定められた継承方法に従って爵位継承が行われ、爵位保有者が自分で継承者を決めることはできない。かつては爵位継承を拒否することもできなかったが、1963年の貴族法制定以降は爵位継承から1年以内（未成年の貴族は成人後1年以内）であれば自分一代に限り爵位を放棄して平民になることが可能となった。
有爵者は貴族院議員になりえる。かつては原則として全世襲貴族が貴族院議員になったが（ただし女性世襲貴族は1963年貴族法制定まで貴族院議員にならなかった。また1963年までスコットランド貴族とアイルランド貴族は貴族代表議員に選ばれた者以外議席を有さなかった。アイルランド貴族の貴族代表議員制度は1922年のアイルランド独立の際に終わり、スコットランド貴族は1963年貴族法によって全員が貴族院議員に列した）、1999年以降は世襲貴族枠の貴族院議員数は92議席に限定されている。貴族院の活動において爵位の等級に重要性はない。

### 現存侯爵一覧

#### 侯爵家
| 紋章 | 爵位名 （爵位の創設年と分類） 家名                                                     | 現侯爵の名前                                                                        |
| ---- | -------------------------------------------------------------------------------------- | ----------------------------------------------------------------------------------- |
|      | ウィンチェスター侯爵 （1551年創設イングランド貴族） ポーレット家                       | 第18代ウィンチェスター侯爵 ナイジェル・ポーレット (1941 - )                         |
|      | ハントリー侯爵 （1599年創設スコットランド貴族） ゴードン家                             | 第13代ハントリー侯爵 グランヴィル・ゴードン (1944 - )                               |
|      | クイーンズベリー侯爵 （1682年創設スコットランド貴族） ダグラス家                       | 第12代クイーンズベリー侯爵 デイヴィッド・ダグラス (1929 - )                         |
|      | ツィードデール侯爵 （1694年創設スコットランド貴族） ヘイ家                             | 第14代ツィードデール侯爵 デイヴィッド・ヘイ (1947 - )                               |
|      | ロジアン侯爵 （1701年創設スコットランド貴族） カー家                                   | 第13代ロジアン侯爵 マイケル・カー (1945 - )                                         |
|      | ランズダウン侯爵 （1784年創設グレートブリテン貴族） ペティ＝フィッツモーリス家         | 第9代ランズダウン侯爵 チャールズ・ペティ＝フィッツモーリス (1941 - )                |
|      | タウンゼンド侯爵 （1787年創設グレートブリテン貴族） タウンゼンド家                     | 第8代タウンゼンド侯爵 チャールズ・タウンゼンド (1945 - )                            |
|      | ソールズベリー侯爵 （1789年創設グレートブリテン貴族） ガスコイン＝セシル家             | 第7代ソールズベリー侯爵 ロバート・ガスコイン＝セシル (1946 - )                      |
|      | バース侯爵 （1789年創設グレートブリテン貴族） シン家                                   | 第8代バース侯爵 スーアリン・シン (1974 - )                                          |
|      | ハートフォード侯爵 （1793年創設グレートブリテン貴族） シーモア家                       | 第9代ハートフォード侯爵 ヘンリー・シーモア (1958 - )                                |
|      | ビュート侯爵 （1796年創設グレートブリテン貴族） クライトン＝ステュアート家             | 第8代ビュート侯爵 ジョン・クライトン＝ステュアート (1989 - )                        |
|      | ウォーターフォード侯爵 （1789年創設アイルランド貴族） ベレスフォード家                 | 第9代ウォーターフォード侯爵 ヘンリー・ベレスフォード (1958 - )                      |
|      | ダウンシャー侯爵 （1789年創設アイルランド貴族） ヒル家                                 | 第9代ダウンシャー侯爵 ニコラス・ヒル (1959 - )                                      |
|      | ドニゴール侯爵 （1791年創設アイルランド貴族） チチェスター家                           | 第8代ドニゴール侯爵 パトリック・チチェスター (1952 - )                              |
|      | ヘッドフォート侯爵 （1800年創設アイルランド貴族） タイラー家                           | 第7代ヘッドフォート侯爵 トマス・タイラー (1959 - )                                  |
|      | スライゴ侯爵 （1800年創設アイルランド貴族） ブラウン家                                 | 第12代スライゴ侯爵 セバスチャン・ブラウン (1964 - )                                 |
|      | イーリー侯爵 （1800年創設アイルランド貴族） トッテナム家                               | 第9代イーリー侯爵 チャールズ・トッテナム (1943 - )                                  |
|      | ロンドンデリー侯爵 （1816年創設アイルランド貴族） ヴェイン＝テンペスト＝ステュワート家 | 第10代ロンドンデリー侯爵 フレデリック・ヴェイン＝テンペスト＝スチュワート (1972 - ) |
|      | カニンガム侯爵 （1816年創設アイルランド貴族） カニンガム家                             | 第8代カニンガム侯爵 ヘンリー・カニンガム (1951 - )                                  |
|      | エクセター侯爵 （1801年創設連合王国貴族） セシル家                                     | 第8代エクセター侯爵 マイケル・セシル (1935 - )                                      |
|      | ノーサンプトン侯爵 （1812年創設連合王国貴族） コンプトン家                             | 第7代ノーサンプトン侯爵 スペンサー・コンプトン (1946 - )                            |
|      | カムデン侯爵 （1812年創設連合王国貴族） プラット家                                     | 第6代カムデン侯爵 デイヴィッド・プラット (1930 - )                                  |
|      | アングルシー侯爵 （1815年創設連合王国貴族） パジェット家                               | 第8代アングルシー侯爵 チャールズ・パジェット (1950 - )                              |
|      | チャムリー侯爵 （1815年創設連合王国貴族） チャムリー家                                 | 第7代チャムリー侯爵 デイヴィッド・チャムリー (1960 - )                              |
|      | アイルズベリー侯爵 （1821年創設連合王国貴族） ブルーデネル＝ブルース家                 | 第8代アイルズベリー侯爵 マイケル・ブルーデネル＝ブルース (1926 - )                  |
|      | ブリストル侯爵 （1826年創設連合王国貴族） ハーヴェイ家                                 | 第8代ブリストル侯爵 フレデリック・ハーヴェイ (1979 - )                              |
|      | エイルザ侯爵 （1831年創設連合王国貴族） ケネディ家                                     | 第9代エイルザ侯爵 デイヴィッド・ケネディ (1958 - )                                  |
|      | ノーマンビー侯爵 （1838年創設連合王国貴族） フィップス家                               | 第5代ノーマンビー侯爵 コンスタンティン・フィップス (1954 - )                        |
|      | アバーガヴェニー侯爵 （1876年創設連合王国貴族） ネヴィル家                             | 第6代アバーガヴェニー侯爵 クリストファー・ネヴィル (1955 - )                        |
|      | ゼットランド侯爵 （1892年創設連合王国貴族） ダンダス家                                 | 第4代ゼットランド侯爵 マーク・ダンダス (1937 - )                                    |
|      | リンリスゴー侯爵 （1902年創設連合王国貴族） ホープ家                                   | 第4代リンリスゴー侯爵 エイドリアン・ホープ (1946 - )                                |
|      | アバディーン＝テメイア侯爵 （1916年創設連合王国貴族） ゴードン家                       | 第8代アバディーン＝テメイア侯爵 ジョージ・ゴードン (1983 - )                        |
|      | ミルフォード・ヘイヴン侯爵 （1917年創設連合王国貴族） マウントバッテン家               | 第4代ミルフォード・ヘイヴン侯爵 ジョージ・マウントバッテン (1961 - )                |
|      | レディング侯爵 （1926年創設連合王国貴族） アイザックス家                               | 第4代レディング侯爵 サイモン・アイザックス (1942 - )                                |

#### 公爵が従属爵位として持つ侯爵位
- アソル侯爵：アソル公爵の従属爵位
- アバコーン侯爵：アバコーン公爵の従属爵位
- ウェストミンスター侯爵：ウェストミンスター公爵の従属爵位
- ウェリントン侯爵：ウェリントン公爵の従属爵位
- ウスター侯爵：ボーフォート公爵の従属爵位
- グラハム＝ブキャナン侯爵：モントローズ公爵の従属爵位
- キルデア侯爵：リンスター公爵の従属爵位
- キンタイア＝ローン侯爵：アーガイル公爵の従属爵位
- クライスデール侯爵：ハミルトン公爵の従属爵位
- グランビー侯爵：ラトランド公爵の従属爵位
- スタッフォード侯爵：サザーランド公爵の従属爵位
- タヴィストック侯爵：ベッドフォード公爵の従属爵位
- ダグラス侯爵：ハミルトン公爵の従属爵位
- タリバーディン侯爵：アサル公爵の従属爵位
- ドゥロ侯爵：ウェリントン公爵の従属爵位
- ハーティントン侯爵：デヴォンシャー公爵の従属爵位
- ハミルトン侯爵：アバコーン公爵の従属爵位
- ブランドフォード侯爵：マールバラ公爵の従属爵位
- ボウモント＝セスフォード侯爵：ロクスバラ公爵の従属爵位
- モントローズ侯爵：モントローズ公爵の従属爵位

### かつて存在した侯爵位
この一覧は未完成です。加筆、訂正して下さる協力者を求めています。
アナンデール侯爵、アントリム侯爵、イーリー島侯爵、ウィリングドン侯爵、ウェストミース侯爵、ウェルズリー侯爵、ウォートン侯爵、オーモンド侯爵、オールトン侯爵、カーゾン侯爵、カーナーヴォン侯爵、カーマーゼン侯爵、カリスブルック侯爵、キャザーロー侯爵、クランリカード侯爵、クリーヴランド公爵、クルー侯爵、クレア侯爵、ケンブリッジ侯爵、グレイ侯爵、コーンウォリス侯爵、シャンドス侯爵、トモンド侯爵、ダファリン＝エヴァ侯爵、ダブリン侯爵、ダルハウジー侯爵、ダンガノン侯爵、ティッチフィールド侯爵、ドーセット侯爵、ドーチェスター侯爵、ドロヘダ侯爵、ニューカッスル＝アポン＝タイン侯爵、バークハムステッド侯爵、バークレー侯爵、バッキンガム侯爵、ハミルトン侯爵、ハリファックス侯爵、ビバリー侯爵、ブラックリー侯爵、ブリーダルベイン侯爵、ヘイスティングズ侯爵、ペンブルック侯爵、ポーイス侯爵、マームズベリー侯爵、モンザーマー侯爵、モンタギュー侯爵、リポン侯爵、リンカンシャー侯爵、ロッキンガム侯爵

## スペインの侯爵

スペインの侯爵の紋章上の冠

王室の称号プリンシペ（Príncipe）を除けば、スペイン貴族の階級には上からDuque（公爵）、Marqués（侯爵）、Conde（伯爵）、Vizconde（子爵）、 Barón（男爵）、Señor（卿）の6階級があり、侯爵は公爵に次ぐ爵位である。侯爵位にはグランデの格式が伴う物と伴わない物がある。グランデの格式を伴う爵位保有者はExcelentísimo Señor (男性)  Excelentísima Señora (女性)の敬称で呼ばれ、グランデの格式がない爵位保有者はIlustrísimo Señor (男性) Ilustrísima Señora(女性)の敬称で呼ばれる。
侯爵を含む伯爵以上の貴族の長男は他の称号を持たない場合には親の称号に由来する地名の子爵位を爵位の継承まで名乗ることができる。貴族称号の放棄も可能だが、他の継承資格者の権利を害することはできず、また直接の相続人以外から継承者を指名することはできない。貴族称号保持者が死去した場合、その相続人は1年以内に法務省に継承を請願する必要があり、もし2年以内に請願が行われなかった場合は受爵者が死亡した場所の州政府が政府広報で発表した後、他の承継人に継承の道が開かれる。爵位の継承には所定の料金がかかる。
歴史的にはスペインの前身であるカスティーリャ王国、アラゴン連合王国、ナバーラ王国にそれぞれ爵位貴族制度があり、17世紀のカスティーリャの貴族の爵位は公爵、侯爵、伯爵に限られ、この三爵位の次期候補者がまれに子爵を使っていた。1520年までカスティーリャの爵位貴族は35名しかいなかったが、フェリペ3世時代以降に爵位貴族が急増した。
1931年の革命で王位が廃されて第二共和政になった際に貴族制度が廃止されたことがあるが、1948年に総統フランシスコ・フランコが貴族制度を復活させ、国王による授爵と同じ規則のもとにフランコが授爵を行うようになった。王政復古後は再び国王が授爵を行っている。

### 主なスペインの侯爵
2018年時点においてスペインの侯爵位は1397個存在しており、うち153個がグランデの格式を伴う侯爵位である。有名な物には南米アステカを征服したエルナン・コルテスの子孫が保有するバジェ・デ・オアハカ侯爵、総統フランシスコ・フランコの子孫が保有するビリャベルデ侯爵、現当主がファッションデザイナーのアガタ・ルイス・デ・ラ・プラダであるカステルドスリウス侯爵、現当主が国民党所属のスペイン下院議員カイエターナ・アルバレス・デ・トレドであるカサ・フエルテ侯爵などがある。すでに廃絶した侯爵位だが画家サルバドール・ダリもダリ・デ・プブル侯爵に叙位されていた。
カルリスタの王位請求者によって創設された171の称号の中にも41個の侯爵位が存在した。

## 中国の侯爵
西周時代に設置された爵について、『礼記』には「王者之制禄爵、公侯伯子男凡五等」とあり、「侯」は五つある爵の上から二番目に位置づけている。一方で『孟子』万章下には「天子之卿、受地視侯、大夫受地視伯、元士受地視子男。」とあり、天子を爵の第一とし、侯は領地を賜るものとしている。『礼記』・『孟子』とともに侯は公とともに百里四方の領地をもつものと定義している。また『春秋公羊伝』には「天子は三公を公と称し、王者之後は公と称し、其の余大国は侯と称し、小国は伯・子・男を称す」という三等爵制が記述されている。金文史料が検討されるようになって傅期年、郭沫若、楊樹達といった研究者は五等爵制度は当時存在せず、後世によって創出されたものと見るようになった。王世民が金文史料を検討した際には公侯伯には一定の規則が存在したが、子男については実態ははっきりしないと述べている。
漢代においては二十等爵制が敷かれ、「侯」の爵位は存在しなかったが、列侯や関内侯が置かれた。魏の咸熙元年（264年）、爵制が改革され、侯の爵位が復活した。「公侯伯子男」の爵位は列侯や亭侯の上位に置かれ、諸侯王の下の地位となる。食邑は大国なら千六百戸、七十里四方の土地、次国なら千四百戸、六十五里四方の土地が与えられることとなっている。その後西晋でも爵位制度は存続し、恵帝期以降には公・侯の濫授が行われた。このため東晋では恵帝期の爵位を格下げすることも行われている。
南北朝時代においても晋の制度に近い叙爵が行われている。隋においては国王・郡王・国公・県公・侯・伯・子・男の爵が置かれ、唐においては王・開国国公・開国郡公・開国県公・開国侯・開国伯・開国子・開国男の爵位が置かれた。

### 主要な中国の侯爵
咸熙元年の五等爵制発足時には、三公であった王祥・鄭沖、そのほかの重臣賈充、石苞、衛瓘、裴秀、何曾たちが侯となったが、晋王朝成立後はいずれも公となっている。また当時の晋王司馬昭の弟であった司馬駿も「侯」の爵位を受けているが、晋王朝成立後は諸侯王となった。
太康の役の論功行賞として、杜預、王濬、唐彬、王戎といった軍事司令官や、呉討伐を勧めた張華が侯の爵を受けている。これらの戦役の功労者には、規定を超えた食邑も与えられた。張華には一万戸、杜預には九千六百戸の食邑が下されている。また羊祜は武帝受禅の際に子から侯に進められている。他には西晋滅亡時の太尉王衍も侯（武陵侯）であった。

### 文献資料
- 新村出編『広辞苑 第六版』（岩波書店、2011年）ISBN 400080121X
- 松村明編『大辞林 第三版』（三省堂、2006年）ISBN 4385139059
- 百瀬孝『事典 昭和戦前期の日本―制度と実態』吉川弘文館、1990年。ISBN 978-4642036191。
- 小田部雄次『華族 近代日本貴族の虚像と実像』中央公論新社〈中公新書1836〉、2006年（平成18年）。ISBN 978-4121018366。
- 内藤一成『貴族院』同成社〈同成社近現代史叢書〉、2008年（平成20年）。ISBN 978-4886214188。
- 浅見雅男『華族誕生 名誉と体面の明治』リブロポート、1994年（平成6年）。
- 原口大輔『貴族院議長・徳川家達と明治立憲制』吉田書店、2018年。ISBN 978-4905497684。
- 小林章夫『イギリス貴族』講談社〈講談社現代新書1078〉、1991年(平成3年)。ISBN 978-4061490789。
- 森護『英国の貴族 遅れてきた公爵』大修館書店、1987年（昭和62年）。ISBN 978-4469240979。
- 前田英昭『イギリスの上院改革』木鐸社、1976年。ASIN B000J9IN6U。
- 田中嘉彦「英国ブレア政権下の貴族院改革 : 第二院の構成と機能」『一橋法学』第8巻第1号、一橋大学大学院法学研究科、2009年3月、221-302頁、doi:10.15057/17144、ISSN 13470388、NAID 110007620135。
- 石黒ひさ子「「五等爵制」再考」『駿台史學』第129巻、明治大学史学地理学会、2006年12月25日、1-20頁、ISSN 05625955、NAID 120001439019。
- 袴田郁一「両晉における爵制の再編と展開 : 五等爵制を中心として」『論叢アジアの文化と思想』第23号、アジアの文化と思想の会、2014年12月、79-134頁、ISSN 1340-3370、NAID 120005819881。
- 今堀誠二「唐代封爵制拾遺」『社会経済史学』第12巻第4号、社会経済史学会、1942年、419-451頁、doi:10.20624/sehs.12.4_419、ISSN 0038-0113、NAID 110001212961。
- 関哲行、中塚次郎、立石博高『スペイン史〈1〉古代~近世』山川出版社〈世界歴史大系〉、2008年。ISBN 978-4634462045。